# Numerazione delle strade della Gran Bretagna

Le zone di numerazione per le strade di categoria A e B della Gran Bretagna

Il sistema di numerazione delle strade della Gran Bretagna è un sistema di numerazione usato per classificare e identificare le strade in quel Paese.
Ad ogni strada è assegnata una lettera singola, che rappresenta la categoria della strada, seguita da un numero, composta da 1 a 4 cifre.
In origine il sistema di numerazione fu introdotto per l'allocazione dei fondi per il mantenimento delle strade, ma ben presto la numerazione fu riportata anche nella cartografia stradale per aiutare la navigazione.
Esistono due sistemi: uno per le autostrade e uno per le altre strade.
Il sistema si applica solamente a Inghilterra, Scozia e Galles, mentre in Irlanda del Nord, Isola di Man, Jersey, Guernsey e nei Territori Britannici d'Oltremare si utilizzano sistemi alternativi.
Tutti questi sistemi di numerazione utilizzano le stesse convenzioni di base e la stessa cartellonistica stradale.

## Storia
Il lavoro di classificazione delle strade del Regno Unito iniziò nel 1913 ad opera del Consiglio delle Strade (Roads Board) del governo britannico al fine di determinare la qualità e l'utilizzo delle strade britanniche.
Questo lavoro fu interrotto dallo scoppio della prima guerra mondiale e non fu ripreso fino a quando, nel 1919, fu costituito il Department for Transport, cui fu data l'autorità di classificare le strade principali e di allocare fondi per la manutenzione stradale, autorità che fu assegnata dalla sezione 17 (2) del Ministry of Transport Act 1919.
Fu quindi creato un sistema di classificazione per i percorsi di grande rilevanza, definiti di I Classe (strade di categoria A), che collegavano grandi centri abitati o di traffico elevato, e per le strade di minor importanza, definite di II Classe (strade di categoria B). La lista definitiva di queste strade fu pubblicata il 1º aprile 1923, a seguito di consultazioni con le autorità locali.
I fondi che il governo assegnava per la manutenzione stradale furono determinati al 60% per quelle di I Classe e al 50% per quelle di II Classe.
Poco dopo la pubblicazione della lista, la numerazione iniziò ad apparire negli atlanti stradali e sugli stessi cartelli stradali, convertendola in uno strumento per i conduttori di veicoli, in aggiunta all'utilizzo per la determinazione dei fondi. La numerazione delle strade cambiò abbastanza frequentemente durante i primi anni di adozione del sistema, poiché era un periodo di notevole e rapida espansione della rete stradale ed alcune strade classificate non seguivano le strade usualmente più percorse.
Il Trunk Roads Act 1936 assegnò al Ministero dei Trasporti il controllo diretto delle strade principali e fu quindi creato un nuovo sistema di classificazione per la loro identificazione. In origine, questa numerazione che iniziava per T avrebbe dovuto essere resa pubblica, ma fu poi ritenuto non necessario.
Con la costruzione della autostrade alla fine degli anni cinquanta del XX secolo, fu introdotto un nuovo sistema di classificazione: il sistema M. In molti casi, le autostrade duplicarono tratti esistenti di strade di categoria A, le quali pertanto persero molta della loro importanza, tanto da, in alcuni casi, essere rinumerate.
Non vi era però un approccio metodico a questa rinumerazione, cosicché alcune strade mantennero il loro numero precedente come strade di categoria A non primarie (ad esempio la A40 che corre a fianco dell'autostrada M40), altre furono riclassificate con numeri "meno importanti" (ad esempio la A34 nel Warwickshire divenne la A3400 dopo la costruzione della M40) e le restanti furono declassate alla categoria B o allo stato di strade non classificate (ad esempio la A38, che fu sostituita dall'autostrada M5 tra Tiverton ed Exeter e fu classificata come B3181).
Occasionalmente, la nuova autostrada prese il numero dalla vecchia strada di categoria A che sostituiva piuttosto che avere assegnato un suo proprio numero; l'esempio più evidente di questo è l'autostrada M1.

## Sistema di zonizzazione

### Strade principali e secondarie
In Inghilterra e Galles il sistema di numerazione stradale delle strade principali e secondarie (cioè ad esclusione delle autostrade) è basato su uno schema radiale centrato su Londra.
In Scozia, lo stesso schema è centrato su Edimburgo.
In entrambi i casi, le strade principali a singola cifra definiscono normalmente i confini della zona, ad eccezione delle Zone 1 e 2:
- Zona 1: a nord del fiume Tamigi, a est della A1; include la Greater London, Essex, Cambridgeshire, Anglia orientale, Lincolnshire, parti dello Yorkshire, Cleveland, Tyne and Wear, Northumberland, parti della regione degli Scottish Borders, East Lothian e su fino ad Edimburgo;
- Zona 2: a sud del Tamigi, a est della A3; include parte del Surrey, Sussex e Kent;
- Zona 3: a nordovest della A3, a sud della A4; include parte del Surrey, Hampshire (con esclusione di Portsmouth), l'Isola di Wight, Dorset e l'Inghilterra sudoccidentale
- Zona 4: a nord della A4, a sudovest della A5; include le South Midlands e le West Midlands, Oxfordshire, Bristol, Gloucestershire, Buckinghamshire e Galles del sud, Galles dell'ovest e Galles centrale;
- Zona 5: a nordest della A5, a ovest della A6, a sud del Solway Firth/Eden Estuary; include il Galles settentrionale, le North Midlands, la parte occidentale del Leicestershire, Cheshire, Cumbria e Lancashire. Nella Central London, la A40 (Holborn Viaduct, Holborn, High Holborn e Oxford Street) costituisce il confine tra le Zone 4 e 5 a est del Marble Arch. Anche la A5 originale (ora rinumerata A5183) costituisce questo confine e, a nord di St Albans, la A6 originale (ora rinumerata A1081) costituisce una parte del confine orientale;
- Zona 6: a est della A6 e della A7, a ovest della A1; include North East England, Yorkshire, Nottinghamshire, la parte orientale di Leicestershire e Rutland, gli Scottish Borders e i tre Lothian. Tra St Albans e Luton, la A6 originale (ora rinumerata A1081) costituisce il confine occidentale della Zona 6;
- Zona 7: a nord del Solway Firth/Eden Estuary, a ovest della A7, a sud della A8; include Dumfries and Galloway, Ayrshire e le Scozia centrale;
- Zona 8: a nord della A8, a ovest della A9; include Highland e le Ebridi Esterne;
- Zona 9: a nord della A8, a est della A9; include la Scozia nord-orientale, le isole Orcadi e Shetland.

La prima cifra del numero di ogni strada dovrebbe corrispondere al numero della Zona più estrema in senso antiorario che la strada attraversa. Ad esempio, la strada A38, una strada di primaria importanza (trunk road), che va da Bodmin a Mansfield, inizia nella Zona 3 e, pertanto, è numerata con il numero A3x, anche se attraversa poi le Zone 4 e 5 per finire nella Zona 6.
Inoltre, la A1 a Newcastle upon Tyne è stata spostata due volte. Inizialmente correva lungo la Great North Road, quindi fu trasferita al Tyne Tunnel, cosicché alcune strade che prima si trovavano nella Zona 1 entravano a far parte della Zona 6 (alcune strade furono pure rinumerate). Successivamente, fu trasferita alla tangenziale occidentale della città e le strade comprese tra i due percorsi si ritrovarono nuovamente in Zona 1 (queste furono totalmente rinumerate).
Comunque, questo non accadde sempre e quando strade a singola cifra erano bypassate, le strade erano spesso rinumerate, in modo da mantenersi in accordo con i confini della Zona originale.
In a numero limitato di casi, la numerazione stradale non segue necessariamente le regole sopra esposte, cosicché vi sono alcune strade con numerazione anomala.

### Autostrade
Le autostrade comparvero per la prima volta in Gran Bretagna oltre tre decadi dopo l'introduzione del sistema di numerazione delle strade di categoria A. Esse necessitarono perciò di un nuovo sistema di numerazione.
Ad esse fu assegnato un prefisso M e, in Inghilterra e Galles, un sistema di numerazione indipendente, non legato a quello della rete delle strade di categoria A, sebbene fosse basato sullo stesso principio delle Zone.
Seguendo in verso orario a partire dalla autostrada M1, le Zone da 1 a 4 furono definite sulla base delle autostrade proposte M2, M3 e M4.
I numeri M5 e M6 furono riservati per altre due autostrade a lunga distanza già previste.
Il Preston Bypass, la prima superstrada del Regno Unito, avrebbe dovuto essere numerata A6(M) (si veda in seguito per il significato della lettera M), se si fosse seguito lo schema sopra definito, ma si decise di mantenere il numero M6 in quanto era già stato assegnato.
La prima autostrada del Regno Unito completa per lunghezza fu la M1.
Le autostrade più brevi, solitamente, prendono la loro numerazione da un'autostrada parente, in violazione del sistema delle Zone, spiegando così i casi di numeri apparentemente anomali delle autostrade M48 e M49 come bretelle di raccordo della M4 e delle autostrade M271 e M275 come bretelle di raccordo dell'autostrada M27.
Questo sistema di numerazione fu sviluppato negli anni 1958-1959 dall'allora Ministero dei Trasporti e dell'Aviazione Civile e fu applicato solamente in Inghilterra e Galles. Si decise di riservare i numeri 7, 8 e 9 per la Scozia.
In Scozia, dove le strade dipendevano dallo Scottish Office (a partire dal 1999 Scottish Government), si decise di adottare un sistema in cui le autostrade assumevano la numerazione delle strade che sostituivano.
Ne risultò che non esiste alcuna autostrada M7 (per il fatto che nessuna autostrada segue la A7) e, quando la A90 fu ridisegnata per sostituire la A85 a sud di Perth, la breve autostrada M85 divenne parte dell'autostrada M90.

## Strade di categoria A

### Strade di categoria A a singola cifra
In Inghilterra e Galles, le strade principali che si irradiano da Londra hanno numeri a singola cifra, a partire dalla A1 che si dirige a nord. La numerazione continua sequenzialmente in verso orario; di seguito si elencano le 9 strade da A1 a A9:
- A1: da Londra ad Edimburgo (precedentemente nota come la Great North Road);
- A2: da Londra a Dover;
- A3: da Londra a Portsmouth;
- A4: da Londra a Avonmouth;
- A5: da Londra a Holyhead;
- A6: da Luton a Carlisle. Inizialmente la A6 iniziava a Barnet, sulla vecchia A1; quando la A1 fu trasferita sul Barnet Bypass negli anni cinquanta, la A6 fu accorciata e fatta partire dal raccordo A1/M25. A seguito di un'ulteriore rinumerazione nell'area di St Albans ha fatto sì che oggi inizi nel centro della città di Luton. La vecchia strada è ora numerata A1081.

Similmente, in Scozia, le strade principali che si irradiano da Edimburgo hanno numeri a singola cifra:
- A7: da Edimburgo a Carlisle;
- A8: da Edimburgo a Greenock; questa effettivamente collega Edimburgo a Glasgow ed è ora sostituita dalla M8;
- A9: da Falkirk a Scrabster. In origine collegava Edimburgo a Inverness; poi fu prolungata fino a John o' Groats passando per Wick il 16 maggio 1935 e, successivamente, accorciata all'estremità meridionale (a Edimburgo) a causa della costruzione della pista principale dell'Aeroporto di Edimburgo proprio in coincidenza del suo punto di partenza. Il 1º aprile 1997, all'estremità settentrionale, fu deviata a Thurso e Scrabster.

Sebbene il sistema di numerazione stradale in Scozia sia centrato su Edimburgo, è possibile verificare che il vero luogo di raccordo della rete stradale scozzese sia Broxden Junction a Perth.

### Altre strade di categoria A
Le strade radiali possono avere anche una numerazione a due cifre, essendo strade che "potrebbero" essere leggermente meno importanti, ma che possono ancora essere classificate come raccordi, sebbene molte di queste strade abbiano perso molta della loro importanza a causa della costruzioni di bretelle autostradali o dal miglioramento di altre strade di categoria A.
Queste strade non sono tutte centrate a Londra, ma, per quanto possibile, seguono il principio generale che i loro numeri le collochino radialmente in senso orario rispetto alle strade associate a cifra singola.
Ad esempio, la strada A10 (da Londra a King's Lynn) è la prima strada principale che si trova spostandosi in verso orario dalla A1, la successiva che si incontra è la A11 e così via.
Queste strade sono state numerate o in direzione centrifuga da Londra o in senso orario rispetto ai loro siti di raccordo, in funzione del loro allineamento.
Il sistema continua poi con la numerazione a 3 e 4 cifre, che suddivide ulteriormente e interseca le radiali.
I numeri più bassi si riferiscono alle strade che originano più vicino a Londra di quelle a numeri maggiori.
Poiché le strade sono state migliorate da quando il sistema di numerazione fu adottato, alcune strade a 3 o 4 cifre hanno aumentato la loro importanza, come, ad esempio, le strade A127, A1079 e A414.
Alle nuove strade sono stati assegnati pure numeri a 3 o a 4 cifre. Ad esempio, all'Edinburgh City Bypass (tangenziale di Edimburgo) è stato assegnato il numero A720.

### Bretelle autostradali (Trunk roads) e strade principali
Alcune strade di categoria A sono chiamate trunk roads, cosa che determina se sono sotto il governo centrale o il governo locale. Una classificazione più recente è quella di strade principali, la categoria delle strade consigliate per il traffico a lunga distanza. Le strade principali includono sia bretelle sia strade ordinarie.

### Superstrade (motorway sections)
Alcune sezioni delle strade di categoria A sono state migliorate fino al raggiungimento dello stesso standard delle autostrade, senza però aver completamente sostituito la strada esistente; esse costituiscono una parte ad elevato standard del percorso.
Queste sezioni conservano lo stesso numero, al quale però si aggiunge il suffisso (M), come, ad esempio, la A1(M) e la A404(M).
Ci sono stati casi in cui questa designazione è stata utilizzata per identificare bypass autostradali di una strada esistente allorché la strada originale conserva il suo numero di categoria A, come ad esempio le strade A3(M), A329(M), A38(M), A48(M) e A627(M).

### Liste delle strade di categoria A
- Strade di categoria A della Zona 1
- Strade di categoria A della Zona 2
- Strade di categoria A della Zona 3
- Strade di categoria A della Zona 4
- Strade di categoria A della Zona 5
- Strade di categoria A della Zona 6
- Strade di categoria A della Zona 7
- Strade di categoria A della Zona 8
- Strade di categoria A della Zona 9

## Altre classificazioni

### Strade di categoria B
Le strade di categoria B sono strade locali numerate, che hanno minori densità di traffico rispetto alle superstrade e alle strade di categoria A. Questa classificazione non ha nulla a che fare con l'ampiezza della sede stradale o le qualità fisiche della strada: le strade di categoria B possono andare dalle strade a doppia carreggiata fino alle strade a senso unico con attraversamenti pedonali. Le strade di categoria B seguono lo stesso sistema di numerazione di quelle di categoria A, ma quasi sempre hanno numeri a 3 o 4 cifre.
Molte strade di categoria B a 3 cifre site al di fuori dell'area di Londra sono strade precedentemente di categoria A che sono state declassate a causa della costruzione di nuove strade; altre possono collegare piccoli insediamenti alle strade di categoria A.

### Strade minori
Strade e percorsi con una densità di traffico ancor minore sono denominate strade C, D e U (Unclassified = non classificate). Sebbene normalmente non siano numerate, se invece lo sono, in generale, ciò è dovuto a esigenze esclusive delle autorità locali che ne curano le manutenzioni; in questo caso il sistema di numerazione è arbitrario e non appare (o non dovrebbe apparire) su alcuna segnaletica stradale pubblica.
Sono comunque note alcune eccezioni.
In ogni caso, queste altre strade classificate sono prese in considerazione quando gli uffici urbanistici devono affrontare pratiche edili, come ad esempio la creazione di un nuovo passo carraio su una strada.

## Strade antiche
Alcune strade antiche, come le vie romane, percorrono lunghe distanze e possiedono un singolo numero identificativo moderno per la maggior parte del proprio percorso (ad esempio, l'A5 corrisponde alla strada romana Watling Street).
Altre strade, come la Icknield Way preromana e la Romana Fosse Way, sono oggigiorno piuttosto irregolari e, dove esiste una strada moderna, sono numerate secondo gli schemi locali.